# Krišna
Krišna je hindujski bog, sin Vasudeve.

## Pomembnejši vidiki
Krišna se pojavlja z več imeni, v več zgodbah, kulturah in tradicijah. Včasih si ti opisi nasprotujejo, a je kljub temu pri vseh temelj zgodbe enak in tako predstavlja osnovno vedenje o Krišni. 
Pojavlja se kot:
- Govinda Krišna, gospod kravjih goničev. V tej vlogi ga spremlja brat Balarama, ki predstavlja poljedelce.
- Krišna, center oboževanja (ljubimec, privlačen človek, igralec piščali)
- Krišna, otrok (Damodar, Bala Krišna)
- inkarnacija Vrhovnega bitja in božanstva Guru, ki uči Arjuno

## Bog, transcendentalna oseba
Krišnove osebnosti si niso izmislili ljudje, da bi si ustvarili Boga po lastni domišljiji. Ko govorimo o Bogu ali Absolutni Resnici, Njegova Osebnost prav tako ni omejen koncept. Kot vsak izmed nas, ima tudi Krišna kot izvor vsega, svojo lastno osebnost. Vede definirajo Boga kot vrhovno zavestno bitje med vsemi ostalimi zavestnimi bitji. Medtem ko smo mi omejeni, je Krišna neomejen in je naš vzdrževalec.
Najboljši način, kako razumeti Boga, je da se učimo neposredno od Njega. V knjigi Bhagavad-gita ("Božja pesem"), Gospod Krišna – resnična transcendentalna osebnost – pove, da je On Bog in  razkrije svoje lastnosti.
B.G. 7.24

### Kako izgleda Bog?
Bog je edinstven in kompleksen. Je transcendentalna Vsevišnja Božanska Osebnost z neomejenimi lastnostmi.  Vede, še posebno  Šrimad Bhagavatam, navajajo o Krišni natančne podatke.
Vse v povezavi z Bogom je transcendentalno in duhovno. Ker je Bog absoluten, se ne razlikuje od svojega imena, oblike, aktivnosti, lastnosti... če spoznamo ali se povežemo s katero od teh, prejmemo enako duhovno dobrobit.

### Ekspanzije Krišne: druge Božje oblike
Krišna se ekspandira v nešteto oblik. Vsaka taka oblika je sam Krišna in je zato enako mogočna ter ima enake lastnosti. Kot primer si lahko predstavljamo Krišno kot prvo svečo, s katero prižgemo ostale sveče. Vse sveče tako gorijo enako močno, kljub temu pa ima tista prva posebno mesto.
Krišna se ekspandira, da bi lahko užival v različnih vlogah in odnosih s svojimi  bhaktami. Nekatere njegove ekspanzije urejajo materialni svet, sam izvorni Krišna pa je pri tem odmaknjen od vseh posvetnih zadev in nenehno uživa s svojimi družabniki v duhovnem svetu.
Krišnova prva ekspanzija je  Balaram, njegov starejši brat na  Goloki Vrindavani. Ostale ekspanzije izvirajo iz  Balarama.
Čeprav Krišna proizvaja mnogo oblik, ki so identične njemu, ostaja sam popoln in nedeljen.

### Krišnova prisotnost v tem svetu
Krišna je aktiven v tem svetu preko:
- avatarjev
- božanstev
- nadduše
- njegovih predstavnikov

Za dobrobit sveta je sam Krišna sestopil 5.000 let nazaj in izgovoril  Bhagavad Gito svojemu prijatelju  Ardžuni. Njegovo življenjsko zgodbo lahko spoznate v  Šrimad Bhagavatamu.

### Krišna pride kot Šri Chaitanya
Krišna je leta 1486 še enkrat sestopil v materialni svet v posebni obliki kot Šri Chaitanya Mahaprabhu v razpoloženju svojega  bhakte. Šri Chaitanya Mahaprabhu je sam Krišna prežet z ljubeznijo, ki jo  Radarani čuti do Krišne. Kot simbol popolnega Krišnovega bhakte je izražal svoje občutke najvišje duhovne ekstaze.
Krišna je izgovoril  Bhagavat Gito, da bi odrešil vse duše in se vrnil kot Šri Chaitanya ter nam s primerom pokazal, kako naj bi živeli po naukih iz  Bhagavat Gite. 
Ker je v današnji dobi težko doseči duhovno realizacijo, je Krišna kot gospod Chaitanya še posebno milosten. Čisto ljubezen do Boga lahko zaradi njegove milosti dosežemo že samo s petjem svetih imen, kot v maha mantri: Hare Krišna, Hare Krišna, Krišna Krišna, Hare Hare/ Hare Rama, Hare Rama, Rama Rama, Hare Hare. 
Chaitanya-Charitamrita, Adi 4.41